# Divizia A 1998-1999
La Divizia A 1998-1999 è stata la 81ª edizione della massima serie del campionato di calcio rumeno, disputato tra il 1º agosto 1998 e il 12 giugno 1999 e concluso con la vittoria finale della Rapid Bucarest, al suo secondo titolo.
Capocannoniere del torneo fu Ioan Viorel Ganea (Gloria Bistrița/Rapid București), con 28 reti.

## Formula
Come nella stagione precedente le squadre partecipanti furono 18 e disputarono un turno di andata e ritorno per un totale di trentaquattro partite.
Le ultime tre classificate retrocedettero in Divizia B.
Le qualificate alle coppe europee furono cinque: la vincente alla UEFA Champions League 1999-2000, la seconda e la vincitrice della coppa di Romania alla Coppa UEFA 1999-2000, più altre due squadre alla Coppa Intertoto 1999.

## Classifica finale
|    | Classifica            | G  | V  | N  | P  | GF | GS | Dif | Pt |
| -- | --------------------- | -- | -- | -- | -- | -- | -- | --- | -- |
| 1  | Rapid București       | 34 | 28 | 5  | 1  | 79 | 18 | +61 | 89 |
| 2  | Dinamo București      | 34 | 26 | 4  | 4  | 95 | 27 | +68 | 82 |
| 3  | Steaua București      | 34 | 19 | 9  | 6  | 62 | 33 | +29 | 66 |
| 4  | FC Argeș Pitești      | 34 | 20 | 4  | 10 | 57 | 37 | +20 | 64 |
| 5  | FCM Bacău             | 34 | 18 | 8  | 8  | 46 | 35 | +11 | 62 |
| 6  | Oțelul Galați         | 34 | 17 | 4  | 13 | 47 | 33 | +14 | 55 |
| 7  | Național București    | 34 | 18 | 1  | 15 | 61 | 51 | +10 | 55 |
| 8  | Petrolul Ploiești     | 34 | 16 | 5  | 13 | 50 | 46 | +4  | 53 |
| 9  | Ceahlăul Piatra Neamț | 34 | 15 | 4  | 15 | 54 | 53 | +1  | 49 |
| 10 | Astra Ploiești        | 34 | 13 | 7  | 14 | 40 | 38 | +2  | 46 |
| 11 | Gloria Bistrița       | 34 | 12 | 7  | 15 | 55 | 60 | -5  | 43 |
| 12 | Farul Constanța       | 34 | 12 | 4  | 18 | 37 | 54 | -17 | 40 |
| 13 | Universitatea Craiova | 34 | 11 | 6  | 17 | 43 | 50 | -7  | 40 |
| 14 | FC Onești             | 34 | 12 | 3  | 19 | 56 | 67 | -11 | 39 |
| 15 | CSM Reșița            | 34 | 8  | 11 | 15 | 34 | 59 | -25 | 35 |
| 16 | Foresta Suceava       | 34 | 6  | 6  | 22 | 31 | 61 | -30 | 24 |
| 17 | U Cluj                | 34 | 4  | 4  | 26 | 19 | 92 | -73 | 16 |
| 18 | Olimpia Satu Mare     | 34 | 3  | 4  | 27 | 22 | 74 | -52 | 13 |

### Verdetti
- Rapid București Campione di Romania 1998-99.
- Foresta Suceava, U Cluj e Olimpia Satu Mare retrocesse in Divizia B.

### Qualificazioni alle Coppe europee
- UEFA Champions League 1999-2000: Rapid București ammesso al secondo turno preliminare.
- Coppa UEFA 1999-2000: Steaua Bucarest e Dinamo Bucarest ammesse al turno preliminare.
- Coppa Intertoto 1999: Bacău e Ceahlăul Piatra Neamț ammesse al primo turno.